# Natán de Breslav
Natán Sternhartz (22 de enero de 1780 – 20 de diciembre de 1844), conocido también como Natán de Breslev, o Reb Noson, fue un rabino y el principal discípulo de Najman de Breslev, el rebe de la dinastía jasídica de Breslev.

## Biografía
Nació el 22 de enero de 1780, en Nemyriv, una pequeña ciudad cerca de Brátslav en Ucrania, hijo de Naftali Hertz, un estudioso y comerciante. Él se casó con Esther Shaindel, la hija de un rabino.
En 1802 se convirtió en seguidor de Najman de Breslev y llegó a ser su discípulo más importante, y también su escriba. 
Después del muerte de Najman, escribió un monumental comentario en ocho volúmenes sobre las enseñanzas y compuso dos volúmenes de plegarias basadas en las lecciones de Najman (Likutey Tefilot); organizó la construcción de la sinagoga de Breslev en Uman; y viajó mucho.

## Publicaciones

### Lecciones de Najmán
Natan editó y publicó los siguientes trabajos de Najmán
- Likutey Moharan (Enseñanzas recogidas de Najmán), (vol. i., Ostrog, 1808; vol. ii., Moghilev, 1811; vol. iii., Ostrog, 1815)— Interpretaciones jasídicas de la Biblia, el Midrásh, etc.
- Sefer HaMiddot (Moghilev, 1821)— Tratados de moral, ordenados alfabéticamente.
- Tikkun HaKlali (Remedio General)— Orden de los dies salmos a ser recitados en caso de distintos problemas.[1]
- Sippurey Ma'asiyyot (Cuentos del Rebe Najman) (n.p., 1815)— Parábolas en Hebreo y en Yiddish. El más conocido de estos cuentos es Los siete Mendigos, que contiene varios temas cabalísticos y alusiones ocultas.

### Obras Propias
- Likutey Halachot (Leyes seleccionadas)— Brinda explicación de leyes y costumbres judías desde la visión de Breslev.
- Likutey Tefillot (Rezos seleccionados)—Una selección de plegarias originales, usadas por los jasidim de Breslev.
- Shevachey V'Sichot HaRan (Sabiduría del Rebe Najman)— Historia del viaje del Rebe Najmán a Tierra Santa en 1798-1799, con anécdotas y enseñanzas.
- Chayey Moharan —Material biográfico de Najmán.
- Likutey Etzot (Consejos)—Aspectos prácticos y consejos para seguir el camino de Breslev.
- Alim L'Terufah —Cartas seleccionadas.

### Castellano
- Kramer, Chaim. A través del fuego y del agua: La vida de Reb Noson de Breslov. Jerusalem/New York: Breslov Research Institute. ISBN 978-1-928822-34-9. Traducción de Guillermo Beilinson